# The Girls in the Overalls
Pour plus de détails, voir Fiche technique et Distribution.
The Girls in the Overalls est un très court film documentaire américain réalisé par Harry Buckwalter et sorti en 1904.
Produit par la Selig Polyscope Company, le film raconte l'histoire d'une famille dans un ranch près de Gunnison, dans le Colorado. Le père doit emprunter 15 000 dollars pour faire face à une situation difficile, mais il meurt, suivi un an plus tard par la mère. Les enfants - huit filles et un garçon - décident de reprendre l'exploitation après la mort des parents, et travaillent dur dans les champs, les sept sœurs accomplissant le « travail des hommes » à la ferme pour rembourser le prêt contracté par leur père et sauver le patrimoine familial. Le film, dont le titre peut se traduire par « Les Filles en salopette », montre les filles au travail et dans leurs moments de détente.

## Fiche technique
- Titre : The Girls in the Overalls
- Réalisation : Harry Buckwalter
- Scénario :
- Photographie :
- Montage :
- Producteur : William Selig
- Société de production : Selig Polyscope Company
- Société de distribution : Selig Polyscope Company
- Pays d'origine :  États-Unis
- Langue : film muet avec les intertitres en anglais
- Format : Noir et blanc — 35 mm — 1,33:1 — Muet
- Genre : Film documentaire
- Durée : 3 minutes 30
- Date de sortie :
  -  États-Unis : 1904